# FK Dinamo Sonta
Fudbalski klub Dinamo Sonta srbijanski je nogometni klub iz Sonte. Natječe se u Međuopćinskoj nogometnoj ligi Sombor – II. razred.

## Povijest
O osnutku kluba je zabilježeno u crkvenim knjigama rkt. župe u Sonti da je osnovan 1928. godine.

Mještani su nakon Drugog svjetskog rata odlučili preimenovati dotadašnju momčad »Slaviju« pa je dano ime Dinamo. Danas nogometaši sonćanskog Dinama doživljavaju poprilične neugodnosti u natjecanju u vojvođanskoj međuopćinskoj nogometnoj ligi Sombor – Apatin – Kula – Odžaci, i verbalne i fizičke, posebice u »doseljeničkim« mjestima, zbog imena i asocijacije na zagrebački »Dinamo«.
Iz sonćanskog Dinama je potekao nogometaš Osijeka Srđan Vidaković, a legendarno ime ovog kluba je dobitnik plakete Nogometnog saveza Jugoslavije i Sportskog saveza Vojvodine Stipan Mrvičin (r. 1919.). Mrvičin je iz Monoštora. Branio je za sonćanski Dinamo u danima nakon preimenovanja Slavije u Dinamo. Trebao je potpisati ugovor za zagrebački »Dinamo«, no ugovor nije sklopio, zbog kasnije supruge, zbog koje je ostao u Sonti do kraja igračke karijere.

## Vanjske poveznice
- Hrvatska riječ[neaktivna poveznica] Ivan Andrašić: Priča o fotografiji: Dinamo iz Sonte, 12. travnja 2011.